# Joe McGinniss

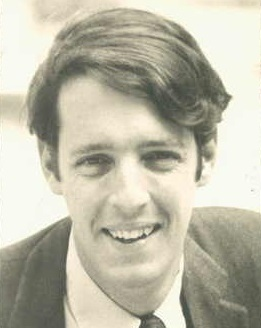
Joe McGinniss, 1969

Joe McGinniss (* 9. Dezember 1942 in New York City; † 10. März 2014 in Worcester, Massachusetts) war ein US-amerikanischer Journalist und Schriftsteller.

## Leben und Karriere
McGinniss, geboren 1942 in New York City, ging an das College of the Holy Cross und machte dort seinen Abschluss im Jahre 1964.  Er wurde Reporter beim Worcester Telegram in Worcester (Massachusetts). Bereits im folgenden Jahr war er Sportreporter für The Philadelphia Bulletin. McGinniss wechselte dann zu The Philadelphia Inquirer als Kolumnist. Im Jahre 1968 hatte er den Bestseller The Selling of the President 1968, in dem es um die Beschreibung der Wahlkampfmaschinerie von Richard Nixon geht. Im Jahre 1995 lehnte McGinniss ein Angebot über eine Million US-Dollar ab, ein Buch über den Prozess von O. J. Simpson zu schreiben. Sein letztes Werk aus dem Jahre 2011 beschäftigte sich mit Sarah Palin. Er starb im Alter von 71 Jahren an Prostatakrebs.